# Інтернет-залежність
Інтернет-залежність  — психічний розлад, нав'язливе бажання вийти в Інтернет і хвороблива нездатність вчасно відключитися від нього. Це явище може спричинити стан, у якому людина фокусуватиметься на віртуальному, а не реальному світі. Людина в такому стані може ігнорувати потребу в їжі, туалеті, сні, живому спілкуванні, фізичній активності тощо. У міжнародній класифікації психічних розладів англ. Internet Addiction Disorder (IAD). Айвен Голдберг (Ivan Goldberg) в 1995 році запропонував термін IAD, а пізніше розробив набір діагностичних критеріїв інтернет-залежності. Проблему інтернет-залежності досліджували: В. Бурова, А. Голдберг, К. Янг, проте вони зосереджували свою увагу більше на характеристиках віртуального середовища або ж на психологічних особливостях самих аддиктів.
Функціонує ряд дослідницьких і консультативно-психотерапевтичних Web-служб з проблематики IAD. Для користувачів Інтернету, що проживають в Україні, жодна з цих служб не представлена українською чи російською мовою.
У 2008 році інтернет-залежність китайські лікарі запропонували визнати хворобою. Визначення і його діагностичні критерії розроблені співробітниками Пекінського центрального військового госпіталю за матеріалами 1300 «проблемних» користувачів інтернету. Проте у західній медицині визнають проблему як нав'язливу потребу і звикання до інтернету, одну з численних форм психологічної залежності людини

## Опис
Багато людей почали використовувати інтернет не тільки для роботи чи пошуку інформації, а як засіб соціального життя. Згодом з'явились чати, сайти знайомств, соціальні мережі, тощо.
Відповідно до нових діагностичних рекомендацій, інтернет-залежною визнається людина, яка проводить в мережі не менше шістьох годин на день і у якої спостерігався щонайменше один з симптомів залежності протягом попередніх трьох місяців.
За статистикою, 54 % користувачів у віці від 13 до 23 років проводять в онлайні щоденно до 3 годин, ще 31 % сидить — 4-6 годин. Існує категорія людей, яка живе віртуальним життям, тобто користується інтернетом 10 годин на добу і більше. Більше 45 % всіх опитаних заявили, що не уявляють життя без комп'ютера та інтернету. Це значно більша частка, ніж для будь-якого іншого медіа-пристрою (наприклад, 28 % молодих людей не можуть жити без мобільного телефону, 11 % — без телевізора).
За світовою статистикою, серед загального числа дорослих користувачів Інтернету мережеголіків — від 3 до 5 %. Для них характерні самоізоляція, втрата орієнтирів, неврівноваженість, розгубленість, неохайність, байдуже ставлення до близьких. Людям, залежним від Інтернету, кортить заходити в Інтернет, перевіряти електронну пошту та оновлення в соціальних мережах.

## Прояви
- непереборне бажання вийти в інтернет;
- нездатність контролювати час, проведений в мережі;
- розумове або фізичне виснаження;
- порушення сну або концентрації уваги;
- дратівливість, депресія, знервованість, труднощі у спілкуванні з людьми в реальному житті.

## Вплив на організм людини
Науковці академії наук Китаю, провівши високоточне дослідження — магнітно-резонансну томографію, довели, що інтернет-залежність згубно впливає на мозок людини. Як зазначають дослідники, вплив цього виду залежності на організм людини (а особливо на головний мозок) є подібним до впливу, який на собі відчувають наркозалежні та алкоголіки.
Внаслідок відсутності необхідної для підтримання форми фізичної активності розвивається гіподинамія, захворювання очей (особливо короткозорість), порушується постава хребта, грудної клітки, зменшується амплітуда дихання. Також така людина може не отримувати достатньо кисню, оскільки проводить багато часу в приміщенні. У залежної людини можуть розвинутися проблеми у стосунках, агресивність. Ця залежність базується на прагненні особи отримати «відчуття віртуального світу». Внаслідок цього залежна людина прагне отримувати чергову «комп'ютерну дозу». Коли ж можливості зануритися у комп'ютерний світ немає, то може наступити істерика (часто у дітей).

## Можлива класифікація і різновиди
- постійний перехід між сторінками, часто без жодної мети;
- хворобливе захоплення листуванням та сайтами знайомств, значне переважання останніх над живим спілкуванням;
- ігрова залежність;
- участь у онлайнових фінансових операціях. Це можуть бути гра на гроші, інтернет-магазини, аукціони, Форекс тощо;
- сексуальна захопленість — постійне користування порносайтами;
- постійне коментування записів у соцмережах.

## Корекція
У ряді країн, наприклад Великій Британії, США, Китаї існують спеціалізовані медичні заклади для коригування інтернет-залежності.

## Ситуація в Україні
За даними дослідження ESPAD, проведеного серед українських підлітків, 81 % респондентів мають помірну Інтернет-залежність, 10,6 % — сильну. 8,4 % респондентів не відчувають потреби в постійному користуванні Інтернетом.